# Nuoto ai campionati mondiali di nuoto 2017 - 200 metri rana femminili
La gara di nuoto dei 200 metri rana femminili dei campionati mondiali di nuoto 2017 è stata disputata il 27 luglio e il 28 luglio presso la Duna Aréna di Budapest. Vi hanno preso parte 36 atlete provenienti da 32 nazioni.
La competizione è stata vinta dalla nuotatrice russa Julija Efimova, mentre l'argento e il bronzo sono andati rispettivamente alla statunitense Bethany Galat e alla cinese Shi Jinglin.

## Medaglie
| Posizione | Atleta         | Nazionalità |
| --------- | -------------- | ----------- |
| Oro       | Julija Efimova | Russia      |
| Argento   | Bethany Galat  | Stati Uniti |
| Bronzo    | Shi Jinglin    | Cina        |

## Programma
| Data           | Ora (UTC+2) | Turno      |
| -------------- | ----------- | ---------- |
| 27 luglio 2017 | 10:10       | Batterie   |
| 27 luglio 2017 | 18:50       | Semifinali |
| 28 luglio 2017 | 18:25       | Finale     |

## Record
Prima della manifestazione il record del mondo e il record dei campionati erano i seguenti.
| Record mondiale       | 2'19"11 | Rikke Møller Pedersen Danimarca | 1º agosto 2013 Barcellona, Spagna |
| Record dei campionati | 2'19"11 | Rikke Møller Pedersen Danimarca | 1º agosto 2013 Barcellona, Spagna |

Nel corso della competizione non sono stati migliorati.

## Risultati

### Batterie
| Posizione | Batteria | Corsia | Atleta                 | Nazionalità     | Tempo   | Note |
| --------- | -------- | ------ | ---------------------- | --------------- | ------- | ---- |
| 1         | 3        | 3      | Molly Renshaw          | Gran Bretagna   | 2'24"03 | Q    |
| 2         | 4        | 5      | Lilly King             | Stati Uniti     | 2'24"28 | Q    |
| 3         | 3        | 4      | Taylor McKeown         | Australia       | 2'24"31 | Q    |
| 4         | 2        | 3      | Jessica Vall           | Spagna          | 2'24"41 | Q    |
| 5         | 2        | 5      | Bethany Galat          | Stati Uniti     | 2'24"56 | Q    |
| 6         | 3        | 6      | Kierra Smith           | Canada          | 2'24"57 | Q    |
| 7         | 2        | 4      | Rikke Møller Pedersen  | Danimarca       | 2'24"69 | Q    |
| 8         | 4        | 7      | Martina Moravčíková    | Rep. Ceca       | 2'25"26 | Q    |
| 9         | 2        | 2      | Ashley McGregor        | Canada          | 2'25"31 | Q    |
| 10        | 4        | 3      | Shi Jinglin            | Cina            | 2'25"39 | Q    |
| 11        | 4        | 4      | Julija Efimova         | Russia          | 2'25"63 | Q    |
| 12        | 4        | 6      | Reona Aoki             | Giappone        | 2'25"93 | Q    |
| 13        | 3        | 7      | Back Su-yeon           | Corea del Sud   | 2'26"45 | Q    |
| 14        | 3        | 5      | Jocelyn Ulyett         | Gran Bretagna   | 2'26"50 | Q    |
| 15        | 3        | 2      | Satomi Suzuki          | Giappone        | 2'26"78 | Q    |
| 16        | 4        | 2      | Jenna Laukkanen        | Finlandia       | 2'28"59 | Q    |
| 17        | 2        | 6      | Viktoriya Zeynep Güneş | Turchia         | 2'28"68 |      |
| 18        | 2        | 1      | Esther González        | Messico         | 2'28"71 |      |
| 19        | 4        | 8      | Sophie Hansson         | Svezia          | 2'28"81 |      |
| 20        | 3        | 1      | Victoria Kaminskaya    | Portogallo      | 2'29"18 |      |
| 21        | 4        | 1      | Macarena Ceballos      | Argentina       | 2'29"34 |      |
| 22        | 2        | 7      | Dalma Sebestyén        | Ungheria        | 2'29"35 |      |
| 23        | 3        | 0      | Kaylene Corbett        | Sudafrica       | 2'31"36 |      |
| 24        | 3        | 8      | Andrea Podmaníková     | Slovacchia      | 2'32"63 |      |
| 25        | 4        | 0      | Natasha Lloyd          | Nuova Zelanda   | 2'33"93 |      |
| 26        | 2        | 0      | Mercedes Toledo        | Venezuela       | 2'35"20 |      |
| 27        | 2        | 8      | Rebecca Kamau          | Kenya           | 2'36"99 |      |
| 28        | 3        | 9      | Alina Bulmag           | Moldavia        | 2'37"42 |      |
| 29        | 4        | 9      | Alexandra Schegoleva   | Cipro           | 2'38"60 |      |
| 30        | 1        | 2      | Nguyễn Thị Nhất Lam    | Vietnam         | 2'45"25 |      |
| 31        | 1        | 3      | Honia Ibrahim          | Iraq            | 2'45"37 |      |
| 32        | 1        | 5      | Rusudan Goginashvili   | Georgia         | 2'45"52 |      |
| 33        | 1        | 4      | Kiah Borg              | Namibia         | 2'48"48 |      |
| 34        | 2        | 9      | Nawapas Pisanuwong     | Thailandia      | 2'49"09 |      |
| 35        | 1        | 7      | Kristina Panasenko     | Kirghizistan    | 2'52"53 |      |
| 36        | 1        | 6      | Tilali Scanlan         | Samoa Americane | 3'04"65 |      |

### Semifinali
| Posizione | Semifinale | Corsia | Atleta                | Nazionalità   | Tempo   | Note |
| --------- | ---------- | ------ | --------------------- | ------------- | ------- | ---- |
| 1         | 2          | 7      | Julija Efimova        | Russia        | 2'21"49 | Q    |
| 2         | 2          | 3      | Bethany Galat         | Stati Uniti   | 2'21"86 | Q    |
| 3         | 2          | 5      | Taylor McKeown        | Australia     | 2'22"10 | Q    |
| 4         | 1          | 2      | Shi Jinglin           | Cina          | 2'23"17 | Q    |
| 5         | 1          | 3      | Kierra Smith          | Canada        | 2'23"18 | Q    |
| 6         | 1          | 5      | Jessica Vall          | Spagna        | 2'23"49 | Q    |
| 7         | 2          | 4      | Molly Renshaw         | Gran Bretagna | 2'23"51 | Q    |
| 8         | 1          | 4      | Lilly King            | Stati Uniti   | 2'23"81 | Q    |
| 9         | 1          | 1      | Jocelyn Ulyett        | Gran Bretagna | 2'23"82 |      |
| 10        | 1          | 7      | Reona Aoki            | Giappone      | 2'24"42 |      |
| 11        | 2          | 6      | Rikke Møller Pedersen | Danimarca     | 2'24"51 |      |
| 12        | 2          | 8      | Satomi Suzuki         | Giappone      | 2'25"60 |      |
| 13        | 1          | 6      | Martina Moravčíková   | Rep. Ceca     | 2'25"67 |      |
| 14        | 2          | 2      | Ashley McGregor       | Canada        | 2'25"75 |      |
| 15        | 2          | 1      | Back Su-yeon          | Corea del Sud | 2'26"37 |      |
| 16        | 1          | 8      | Jenna Laukkanen       | Finlandia     | 2'27"77 |      |

### Finale
| Posizione | Corsia | Atleta         | Nazionalità   | Tempo   | Note |
| --------- | ------ | -------------- | ------------- | ------- | ---- |
|           | 4      | Julija Efimova | Russia        | 2'19"64 |      |
|           | 5      | Bethany Galat  | Stati Uniti   | 2'21"77 |      |
|           | 6      | Shi Jinglin    | Cina          | 2'21"93 |      |
| 4         | 8      | Lilly King     | Stati Uniti   | 2'22"11 |      |
| 5         | 2      | Kierra Smith   | Canada        | 2'22"23 |      |
| 6         | 1      | Molly Renshaw  | Gran Bretagna | 2'22"96 |      |
| 7         | 3      | Taylor McKeown | Australia     | 2'23"06 |      |
| 8         | 7      | Jessica Vall   | Spagna        | 2'23"29 |      |